# Chloroclystis pyrrholopha
Chloroclystis pyrrholopha är en fjärilsart som beskrevs av Turner 1907. Chloroclystis pyrrholopha ingår i släktet Chloroclystis och familjen mätare. Inga underarter finns listade i Catalogue of Life.